# Casa dos Escravos

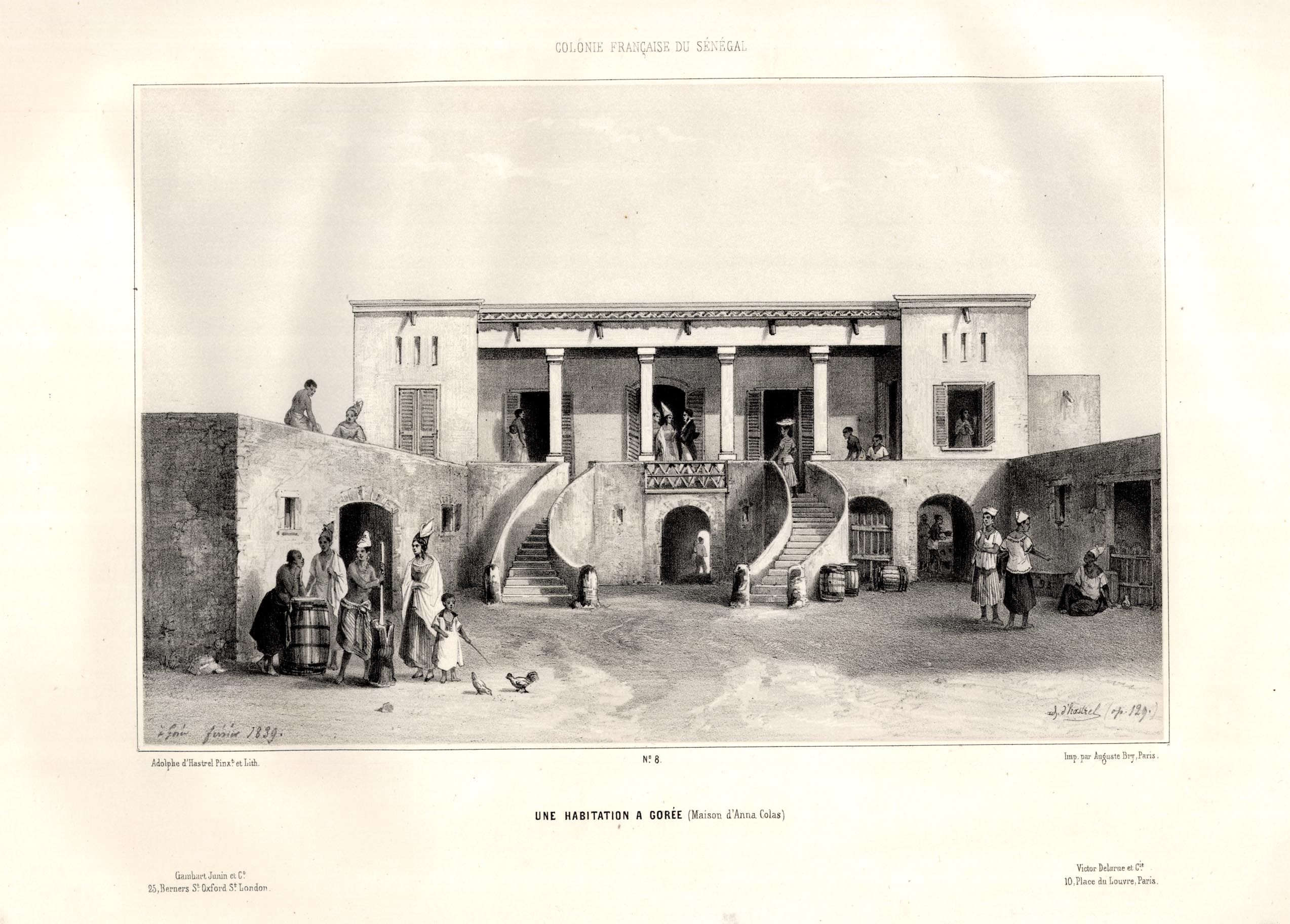
Edifício que abriga a Casa dos Escravos, representado em tela de 1839 como Casa da signare Anna Colas em Gorée, por Hastrel de Rivedoux

A Casa dos Escravos (Maison des Esclaves) e sua Porta do Não Retorno constituem um museu e memorial dedicados à história do comércio atlântico de escravos na ilha de Goreia, localizada a 3 quilômetros da costa de Dacar, no Senegal. A instituição foi criada em 1962 por Boubacar Joseph Ndiaye, que foi seu curador até 2009, para preservar a memória da escravidão na África. Os historiadores divergem sobre quantos escravos africanos foram de fato mantidos no edifício que hoje abriga o museu, bem como sobre a extensão da representatividade da ilha de Goreia como um ponto do comércio atlântico de escravos. Visitantes da África, Europa e América consideram que o lugar é importante para a lembrança das perdas humanas decorrentes da escravidão.

## Memorial
A Casa dos Escravos foi reconstruída e inaugurada como um museu em 1962, em grande parte graças ao trabalho de Boubacar Joseph Ndiaye, um defensor do memorial e da crença de que uma grande quantidade de escravos foi mantida no prédio e dali transportada diretamente para a América. Como curador do Museu, Ndiaye alegava que mais de um milhão de escravos teriam passado pelas portas da casa. Essa crença fez do local uma atração turística e ponto de visita diplomático de dezenas de líderes de Estado mundiais.

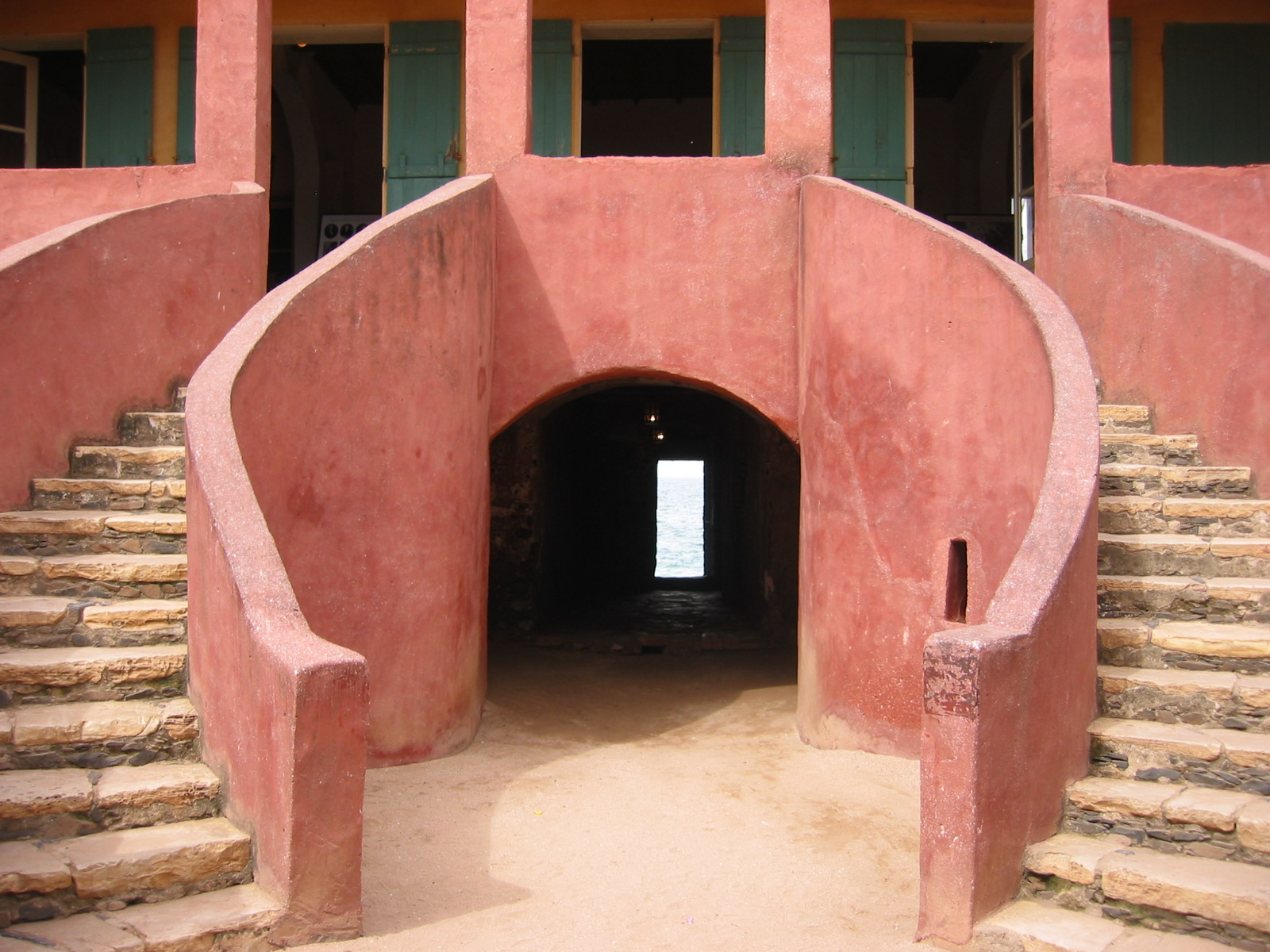
Porta do Não Retorno, ponto em que os escravos eram alocados em navios com destino às Américas
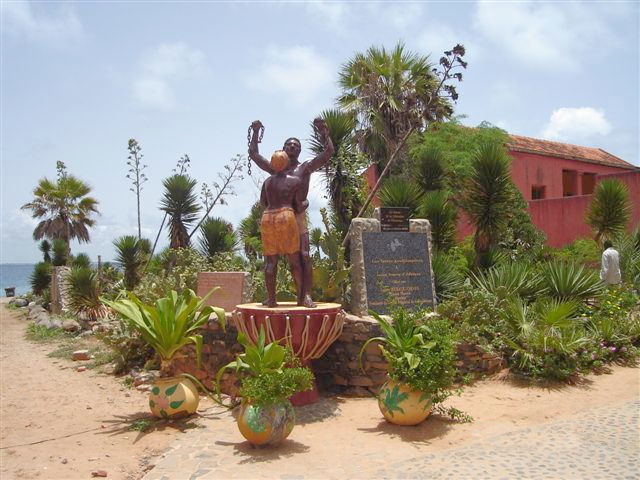
Estátuas e placa no memorial Casa dos Escravos, em 2006
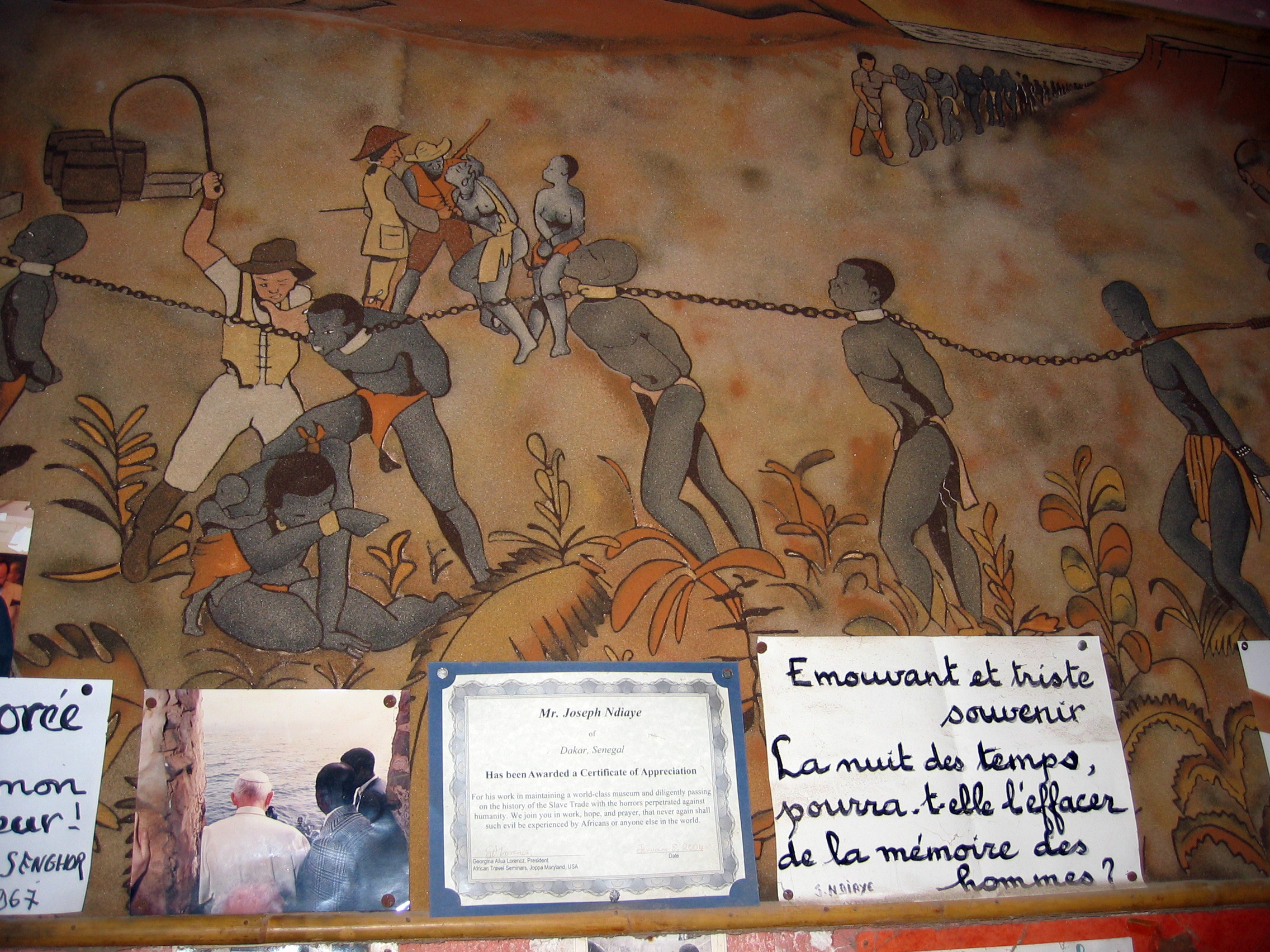
Um dos murais do museu; uma foto de Joseph Ndiaye com João Paulo II; um certificado de uma agência de viagens; e um aforismo.[nota 1]

## Controvérsia acadêmica

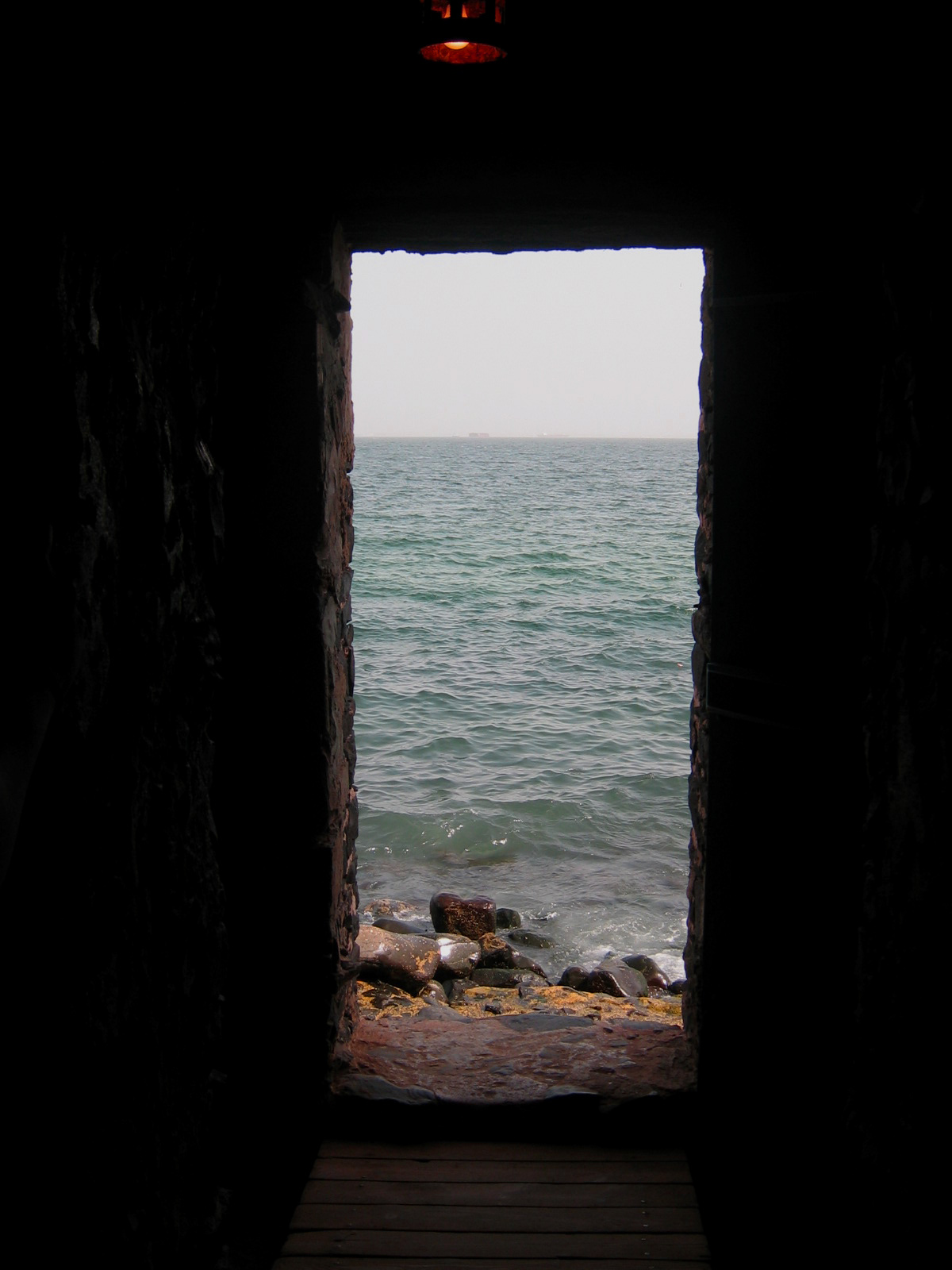
Porta do Não Retorno em seu fim de caminho, com a vista do mar

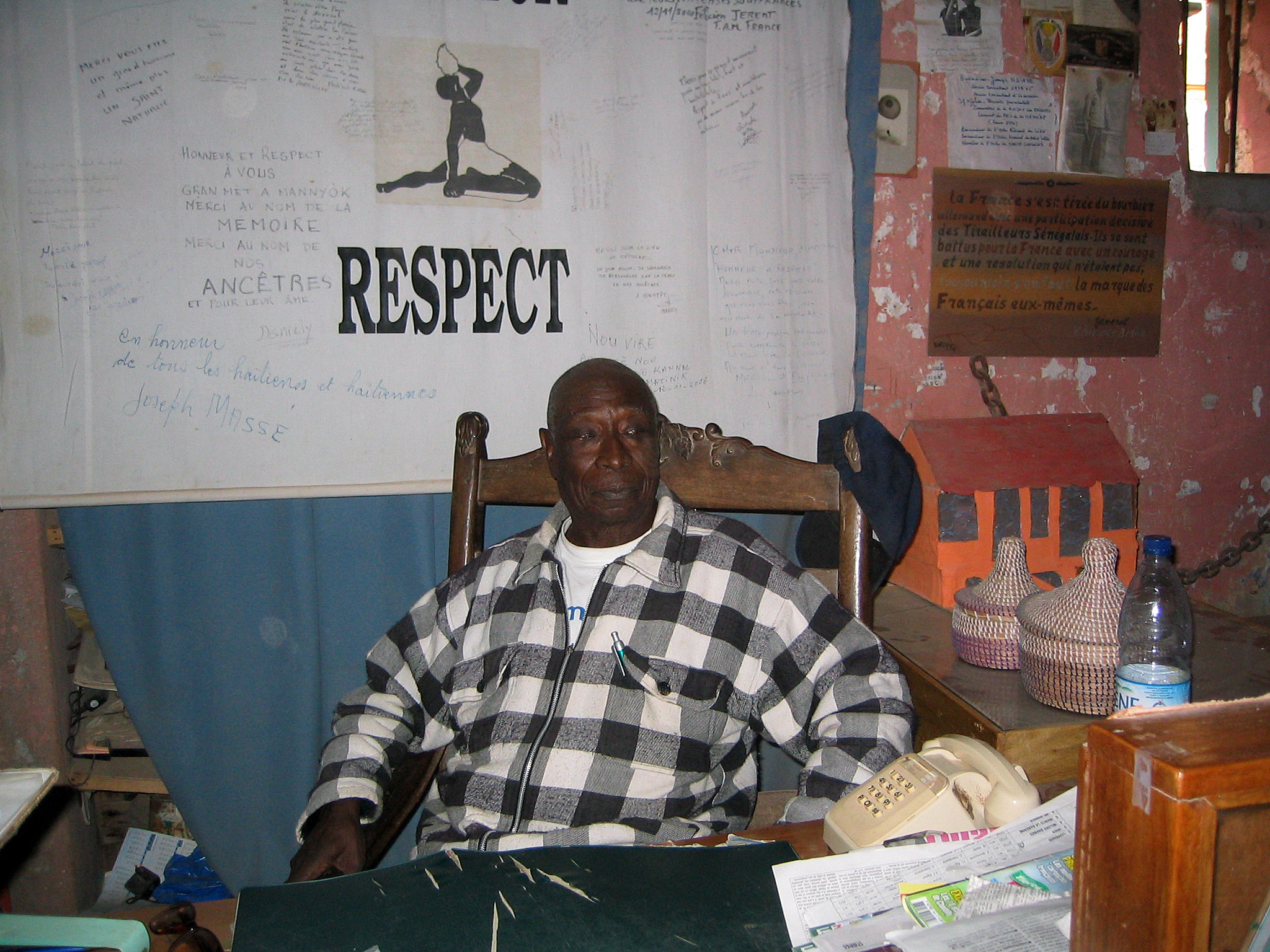
Boubacar Joseph Ndiaye, curador da Casa dos Escravos da Ilha de Goreia, em 2007

Desde os anos 1980, acadêmicos têm minimizado a importância da casa de Goreia no comércio atlântico de escravos, argumentando que seu protagonismo na escravidão histórica africana seria improvável, e que a própria ilha de Goreia teria sido um ponto marginal do mercado escravista. Ndiaye e outros senegaleses sempre defenderam que o local seria mais que um memorial; que sua grande representatividade histórica no tráfico de africanos por britânicos, franceses, espanhóis, holandeses e portugueses seria real; acreditavam, portanto, que os pesquisadores anglófonos subestimavam o local.
Construído por volta de 1776, o edifício era a casa, no início do século XIX, de Anna Colas Pépin, uma senegalesa signare da classe rica colonial que negociava escravas métis. Pesquisadores argumentam que, embora a proprietária da casa possa ter vendido um pequeno número de escravos, guardados em celas de porão, e tenha mantido alguns escravos domésticos, o real ponto de partida do tráfico em Goreia distaria em 300 metros, e teria sido um forte na praia. A mansão foi restaurada na década de 1970. Apesar de seu status de "santuário" na ilha de Goreia, historiadores têm defendido que apenas 26 mil africanos escravizados teriam sido registrados de passagem pela ilha, dentro do total estimado em 12 milhões de africanos traficados. Ndiaye e seus apoiadores contestaram, afirmando existirem evidências de que o próprio edifício foi anteriormente construído para manter um grande número de escravos, e que mais de 15 milhões de cativos teriam passado pela "porta do não retorno" local.
Estudos acadêmicos, como o trabalho estatístico de 1969 do historiador Philip D. Curtin, indicam que o transporte compulsório em Goreia teve início por volta de 1670 e continuou até cerca de 1810, com não mais que 200 ou 300 escravos por ano em anos agitados, e quase zero nos outros. No estudo de Curtin, as estatísticas de comércio mostram que, entre 1711 e 1810, 180 000 africanos foram escravizados e transportados a partir de postos franceses na Senegâmbia, com a maioria sendo exportada de São Luís e de Forte James, na atual Gâmbia Indica-se em tais estudos que o portal transformado em monumento provavelmente não teria relevância histórica. Em resposta a essa hipótese, rejeitada por grande parte do povo senegalês, numa conferência histórica africana, em 1998, foi declarado que os registros de comércio escravista em Nantes documentam um total de 103 000 escravos de Goreia transportados em navios da cidade francesa somente num ano do século 18.
Mesmo aqueles que argumentam que Goreia nunca foi relevante no comércio de escravos veem a ilha como um importante memorial do comércio realizado em maior escala em portos nas modernas Gana e Benim.

## Turismo
Apesar das controvérsias, a Maison des Esclaves é uma parte importante do sítio histórico da ilha de Goreia, nomeado Patrimônio Mundial da UNESCO em 1978, e um grande atrativo para os turistas estrangeiros que visitam Senegal. O trajeto até o museu é de vinte minutos de barco partindo do centro da cidade de Dakar. 200 000 pessoas por ano visitam a Casa dos Escravos. Muitos, especialmente os descendentes de africanos escravizados, descrevem como fortemente emocional a experiência de passagem pelo lugar, sobre o qual permeia a  influência da interpretação de Ndiaye acerca de sua importância histórica, e em especial acerca do simbolismo da porta sem retorno. Antes de sua morte, em 2008, Ndiaye liderava pessoalmente os passeios pelas celas do porão, pela Porta do Não Retorno, e exibia os grilhões de ferro aos turistas, como aqueles usados para prender os africanos escravizados. Com a publicação de Raízes, de Alex Haley, na década de 1970, turistas afro-americanos dos Estados Unidos passaram a fazer do local um ponto focal de suas visitas, muitas vezes fruto de peregrinações na esperança de se reconectar com suas origens.
Entre os líderes mundiais notáveis que incluíram passagens pela Maison des Esclaves em suas missões diplomáticas, estiveram João Paulo II, Nelson Mandela, Barack Obama e Luiz Inácio Lula da Silva. Relata-se que Mandela, em visita ao local, afastou-se do passeio para sentar-se sozinho numa cela do porão por cinco minutos, em silenciosa reflexão. Obama visitou "The Door of No Return" durante sua visita em 2013.